# Philippe Lemaire (avocat)
Pour les articles homonymes, voir Philippe Lemaire et Lemaire.
Philippe Lemaire (Paris, 12 mars 1935 – Paris, 8 juillet 2011) est un avocat pénaliste et célèbre abolitionniste français aux côtés de Robert Badinter. Grande figure du barreau de Paris, il s'est illustré notamment lors des procès de Roger Bontems (1972), de Philippe Maurice (1980), et plus récemment en tant qu'avocat de la famille Érignac.

## Biographie
Philippe Lemaire est petit-fils et fils d'avocats. Son père, le bâtonnier Jean Lemaire (1904-1986) avait été aux côtés de Me Jacques Isorni, le défenseur du maréchal Pétain lors du procès de l'ancien chef de l'État français. Philippe Lemaire est par ailleurs le demi-frère de Jean-Denis Bredin (1929-2021). Il embrasse naturellement la carrière et s'illustre, en 1972, lors du procès très médiatique de Roger Bontems, dont il est le conseil, et de Claude Buffet. Les deux mutins de la prison de Clairvaux sont finalement guillotinés, le 28 novembre 1972, en présence des avocats Philippe Lemaire, Robert Badinter, Rémy Crauste. À partir de cette date, ces  avocats deviennent les adversaires acharnés de la peine de mort jusqu'à l'abolition, en 1981.
En 1980, il défend aux côtés de Me Pelletier, Philippe Maurice, condamné à mort, mais qui ne sera pas exécuté et qui est aujourd'hui un historien médiéviste reconnu, puis en 1981, Issei Sagawa, l'étudiant Japonais cannibale.
En 2004, il est l'avocat de Jérôme Duchemin dont il obtient la reconnaissance de l'innocence dans l'affaire de la mort du petit Lubin.
Ces dernières années, Philippe Lemaire est l'avocat de la famille du préfet Claude Érignac, assassiné en Corse en 1998. L'avocat avait dû être hospitalisé pendant le procès à cause de son cancer.
Philippe Lemaire avait aussi défendu le juge d’instruction Renaud Van Ruymbeke devant le Conseil supérieur de la magistrature.
Il meurt le 8 juillet 2011 à l'âge de 77 ans.